# Бэйшань
Бэйша́нь (кит. 北山) — нагорье в Центральной Азии.
Находится в Китае, между впадиной озера Лобнор (ныне пустыня Лоп) на западе и рекой Жошуй (Эдзин-Гол) на востоке. Западным продолжением Бэйшаня является хребет Куруктаг. Состоит из ряда преимущественно низкогорных, сильно разрушенных выветриванием глыбовых массивов и хребтов. Преобладают ландшафты каменистых пустынь. Площадь 175 тыс. км².
Климат умеренный, чрезвычайно сухой. Осадков 40—80 мм в год. Часты пыльные бури. Поверхностные воды практически отсутствуют.
Название («северные горы») противопоставляет Бэйшань горам Наньшань («южные горы»), обрамляющим коридор Хэси с юга.